# Jean-Pierre Sylvestre de Grateloup
Jean-Pierre Sylvestre de Grateloup (* 31. Dezember 1782 in Dax; † 25. August 1862 in Bordeaux) war ein französischer Arzt und Naturforscher.

## Leben
Jean-Pierre Sylvestre de Grateloup studierte Medizin und schloss sein Studium in Montpellier ab. Er blieb der ländlichen Gegend im Südwesten Frankreichs und der Natur verbunden. Durch seinen Jugendfreund Jean-Marie Léon Dufour (1780–1865) und Dufours Freund Jean-Baptiste Bory de Saint-Vincent (1778–1846) wurde sein Interesse für die Botanik geweckt und er spezialisierte sich auf die Erforschung von Kryptogamen, Farnen und anderen Pflanzen, die sich durch Sporen vermehren. Als in der Region Muscheln gefunden wurden, weckte auch dies seine Aufmerksamkeit, insbesondere die aus dem Adour.
Als Arzt praktizierte Jean-Pierre Sylvestre de Grateloup in den Militärkrankenhäusern von Dax bei Jean Thore (1762–1823), wo er seit seinem Abschluss in Montpellier im Jahr 1807 arbeitete. Unter der Bourbon-Restauration erlebte er Rückschläge in seiner Karriere. Nach seiner Heirat im Jahr 1822 zog er nach Bordeaux, wo er bis zu seinem Tode blieb.
Als korrespondierendes Mitglied der Société linnéenne de Paris, der weltweit ersten „Linnäischen Gesellschaft“, wurde er zum Direktor des Naturkundemuseums von Dax ernannt, das mit Sammlungen von Jacques-François de Borda d’Oro (1718–1804) gegründet wurde. Zusätzlich zu seinen eigenen Werken gab Jean-Pierre Sylvestre de Grateloup Artikel für die „Annales générales de sciences physiques“ von Bory de Saint-Vincent, Auguste Drapiez (1778–1856) und Jean-Baptiste van Mons (1765–1842) heraus.
Sein 1855 herausgegebener „Catalogue des mollusques terrestres et fluviatiles: vivants et fossiles, de la France Continentale e insulaire“ (Katalog der lebenden und fossilen Land- und Flussmollusken aus dem kontinentalen und Inselfrankreich) katalogisierte alle in Frankreich gefundenen Weichtiere, sowohl lebende als auch versteinerte.

## Anmerkung
Der Standard-Autorenzusatz „Gratel.“ wird verwendet, um bei der Nennung eines botanischen Namens diese Person als Autor anzugeben.

## Werke
- Conchyliologie Fossile Des Terrains Tertiaires Du Bassin De L’adour: (Environs De Dax). Tome L. Er, Univalves, Volume 1 Paperback – Aug. 31 2012
- Distribution géographique de la famille des limaciens, Hachette Livre BnF (Juni 2 2016), ISBN 2-01-373940-0
- Catalogue des mollusques terrestres et fluviatiles, vivants et fossiles, de la France continentale (Sciences), Hachette Livre BnF (Sept. 1 2016), ISBN 2-01-373939-7
- France méridionale, région du Sud-Ouest, Hachette Livre BnF (Juni 2 2016), ISBN 2-01-373941-9
- Description d’Un Fragment de Machoire Fossile d’Un Genre Nouveau de Reptile (Saurien), de Taille Gigantesque Voison de l’Iguanodon, Trouvã(c) Dans Les Grès Marins Ã Lã(c)Ognan Près Bordeaux,  Hardpress Publishing (Dez. 11 2013), ISBN 1314662279
- Conchyliologie Fossile Des Terrains Tertiaires Du Bassin de L’Adour, ... Aux Environs de Dax..., Nabu Press (Jan. 25 2012), ISBN 1-273-34148-1
- Discours Sur La Zoologie Fossile, Nabu Press (Sept. 21 2011), ISBN 1-246-29957-7
- Essais De Geographie Malacologique (1858), Kessinger Publishing (April 18 2010), ISBN 1-161-16618-1